# Prigionieri del passato
Prigionieri del passato (Random Harvest)  è un film del 1942 diretto da Mervyn LeRoy.

## Trama
Charles Rainier, giovane capitano d'industria e rampollo di una ricca famiglia borghese britannica, parte per la guerra dove, a seguito di un brutto colpo, cade in un'amnesia totale. Durante la convalescenza conosce Paula Ridgeway, se ne innamora e la sposa, pur continuando a non ricordare nulla del suo passato. Insieme vanno ad abitare in una bella e umile casetta. Un giorno Charles si reca in città da solo per alcune commissioni: ha con sé solo la chiave di casa. Subisce un incidente stradale in cui recupera la memoria passata ma perde quella recente, tornando nuovamente nella sua famiglia d'origine dove riprende la guida della fabbrica, dimentico del suo matrimonio con Paula e di tutto ciò che è accaduto dopo la guerra.
Paula intraprende le ricerche del marito e arriva a scoprire dove egli sia finito e la sua nuova amnesia. Coraggiosamente, sceglie di non manifestargli una realtà che egli certo disconoscerebbe e si fa assumere come sua segretaria, portando lentamente Charles ad innamorarsi nuovamente di lei. Ma Paula rivuole l'uomo di cui si era innamorata un tempo e, con lui, tutti i bei ricordi che li legavano. Charles, infatti, spesso guarda quella chiave di casa che si è trovato indosso e che rappresenta la "chiave" del suo enigma interiore, provando una sensazione di incompletezza e dolcezza al tempo stesso.
Un giorno, per impegni aziendali, Charles si reca nel paesino dove è la loro casa e, improvvisamente, si accorge di conoscere quei luoghi, sapendocisi orientare alla perfezione: inizia così a farsi guidare dall'istinto, camminando fino a che arriva davanti al giardino della casa, attraversa il vialetto, si ferma davanti alla porta e, mentre sta girando la chiave nella toppa, Paula gli apre la porta: il passato è ritrovato e con esso l'amore.

## Produzione
Le riprese del film durarono dal 27 aprile all'8 luglio 1942. Il 23 luglio iniziarono le riprese di alcune scene aggiunte.

### Doppiaggio
Il doppiaggio del film fu eseguito negli Stati Uniti da un gruppo di attori italo-americani.

## Distribuzione
Il copyright del film, richiesto dalla Loew's Inc., fu registrato il 6 ottobre 1942 con il numero LP11666.